# Шах, Соня
Соня Шах (англ. Sonia Shah, род. 1969 Нью-Йорк, США) — американская журналист-расследователь и писатель научно-популярных книг о корпоративной силе, глобальном здоровье и правах человека.

## Биография
Родилась в 1969 году в Нью Йорке в семье индийских иммигрантов. Детство провела в разъездах между США, где её родители занимались медициной, и индийскими Мумбаи и Бангалор, где жила её семья. Получила степень бакалавра журналистики, философии, нейробиологии в Оберлинском колледже.
Проживает в городе Балтимор с мужем Марком Балмером, молекулярным экологом, и двумя сыновьями — Закиром и Кушем.

## Работа
Работы Шах, основанные на репортажах со всего мира, от Индии и Южной Америки до Панамы, Малави, Камеруна и Австралии, были показаны в новостных шоу в США, а также на BBC и Австралийсмком Radio National. Выступая с докладами на политических конференциях, Шах читала лекции во многих именитых университетах и колледжах, таких как Институт Земли Колумбийского университета, Массачусетский технологический институт, Гарвардский университет, Брауновский университет, Джорджтаунский университет. Её статьи о правах человека, медицине и политике публиковались во множестве изданий от Playboy, Salon и Orion до The Progressive, Nuclear Times и Knight-Ridder. Шах приглашали выступить в шоу на телеканалах A&E и BBC. Была консультантом многих документальных проектов от ABC до Channel 4 в Великобритании. Шах писала для Nation Institute, Puffin Foundation, The New York Times, The Wall Street Journal, Scientific American, Foreign Affairs.
Её книга 2020 года «The Next Great Migration» затрагивает вопросы миграции людей и животных как постоянную закономерность на протяжении всей истории человечества и жизни на Земле. В ней также описываются тенденции к возведению пограничных барьеров, таких как стена Трампа на границе Мексики и США и вреде наносимом подобными сооружениями.
Выступала на TED.

### Редактор
- Between Fear and Hope. — 1992. — ISBN 1-879175-10-X.
- Shah, Sonia. Dragon Ladies: Asian American Feminists Breathe Fire[англ.]. — 1999. — ISBN 0-89608-575-9.

## Награды и номинации
- 2020 — Publishers Weekly выбрала The Next Great Migration книгой года в жанре нонфикшн
- 2021 — финалист PEN/E. O. Wilson Literary Science Writing Award[англ.] за книгу The Next Great Migration: The Beauty and Terror of Life on the Move.
- 2021 — шорт-лист премии Tata Literature Live! Book of the Year Award в жанре нонфикшн.